# Henri de Favanne

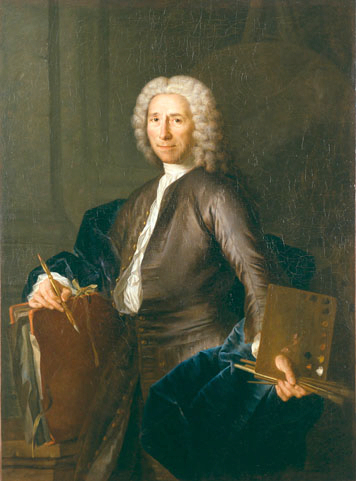
Henri de Favanne, Gemälde von Jacques Autreau, 1741. Paris, Ecole Nationale Supérieure des Beaux-arts

Henri  Antoine de Favanne (* 3. Oktober 1668 in London; † 27. April 1752 in Paris) war ein englisch-französischer Maler des Barock.

## Leben
De Favanne war ein Sohn des Antoine de Favanne und dessen Frau Catherine (geborene Coché). Er verbrachte seine Jugendjahre überwiegend in England aber auch in Brüssel und sollte ursprünglich zum Jägermeister ausgebildet werden, da sein Vater als Oberjäger des Königs Karl II. von England arbeitete. Im Alter von 13 Jahren kam er für eineinhalb nach Paris, um bei dem Hornisten Chrétien das Trompetenblasen nach Art der Jäger (Jagdsignal) zu erlernen. Nach seiner Rückkehr nach England begann er sich für die Malerei zu interessieren. Nach dem Tod des Königs wurde er 1685 zum Ersten Jägermeiste (französisch premier veneur) von dessen Nachfolger Jakob II. Nebenbei beschäftigte er sich mit den Kunst und bat 1687 um eine Beurlaubung, um für drei Jahre die Malerei bei René-Antoine Houasse in Paris zu studieren. Um seine Fertigkeiten zu verbessern, kopierte er die Schlachtenbilder seines Idols Charles Le Brun, der der Lehrmeister seines Ausbilders war. Da der englische König im Jahr 1688 in der Glorious Revolution entmachtet wurde, konnte sich de Favanne nun ganz der Kunst zuwenden, an der der Akademie studieren und im Jahr 1693 mit dem Gemälde Rebekka und Isaac den Prix de Rome gewinnen. Gemeinsam mit René Frémin (1672–1744) Hofbildhauer Ludwigs XIV. ging er 1695 nach Rom, wo er viele Werke von Raffael kopierte. Er kehrte im Jahr 1700 nach Paris zurück, wurde am 29. Januar 1701 an der der Akademie angenommen und am 23. August 1704 dort mit seinem Werk Spanien überbringt die Krone Philipp von Frankreich, Herzog von Anjou (französisch l’Espagne offrant la couronne à Philippe de France, duc d’Anjou) zum Vollmitglied gewählt. Am 29. Mai 1717 wurde er „Adjoint à professeur“, am 28. September 1725 „Professeur“, am 26. März 1746 „Adjoint à recteur“ und am 6. Juli 1748 zum „Recteur“ der Académie royale de peinture et de sculpture ernannt.
1704 debütierte er im Salon de Paris mit einer mythologischen Szene. 1705 wurde er an den Hof in Madrid berufen, um im Escorial im Auftrage des Königs Kopien nach den italienischen Meistern anzufertigen. Im Jahr 1708 wurde er in Spanien verhaftet, da er in den Kreis der Verdächtigen der Inquisition geriet. Nur durch die Fürsprache des spanischen Königs entging er einer längeren Inhaftierung. Später berichtete er in einem Brief an seine Ehefrau über diese Ereignisse. 1715 kehrte er aus Spanien zurück nach Frankreich und erhielt kurz darauf den Auftrag, das Schloss des Grafen Bouteroue d’Aubigny in Chanteloup bei Amboise auszumalen. Er schmückte den Plafond der Galerie mit 10 Kolossalgemälden zur Geschichte Philipps V. von Anjous aus und den Plafond eines Salons mit einem Sturz Phaetons und 8 weiteren dekorativen Gemälden. Für die Kapelle wählte er 9 Szenen aus dem Leben Mariä und verzierte den Plafond mit einer Darstellung der Himmelfahrt Mariä.
1717 wurde de Favanne mit der Ausmalung der Kuppel der St. Pauls-Kathedrale in London beauftragt, für die er auch einen Entwurf anfertigte. Der Auftrag wurde jedoch durch den anderer Maler James Thornhill vergeben, möglicherweise auch, weil in der vorherige Auftrag für vier Jahre in Anspruch nah. Es folgte 1724 ein Gemälde für das „Hôtel du Grand-Maître de Versailles“, auf dem seine Szene aus der Geschichte von Rinaldo und Armida zu sehen ist. Er fertigte neben Bildnissen mit mythologischen Szenen auch Landschaften und Porträts.

## Familie
De Favanne hatte er 1690 gegen den Willen seines Vaters das Fräulein Louise-Geneviève Moncervel-Dupré geheiratet, die er bei René-Antoine Houasse in Paris kennengelernt hatte. Er hatte eine Tochter Anne-Marguerite de Favanne und einen Sohn Jacques de Favanne (1716–1770), der seine erste Ausbildung bei Henri Simon Thomassin (1687–1741) oder dessen Vater Simon Thomassin (1655–1733) an der École des Beaux-Arts, der ihn in der Kupferstichkunst unterrichtete. Später wandte er sich der Malerei zu und wurde von seinem Vater unterrichtet. Er war 1753 in Rochefort französisch chef des peintres pour la marine ‚Chef der Maler für die Marine‘.

## Werke (Auswahl)

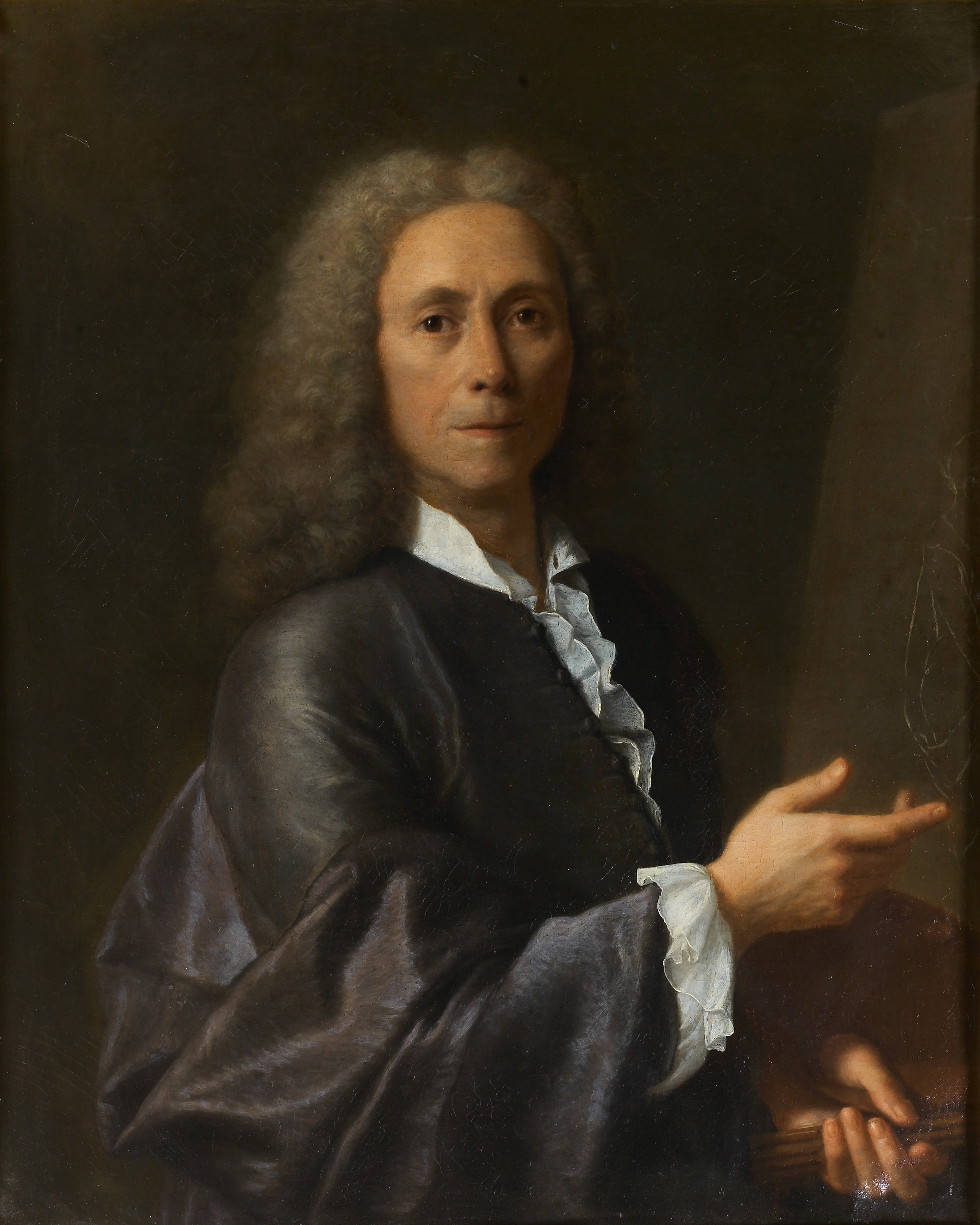
Selbstporträt

- Selbstbildnis, kam in die École des Beaux-Arts in Paris
- Bildnis des Kardinals Paluzzo Paluzzi Altieri degli Albertoni kam in das Museum von Versailles
- 1737, 1746–1751 stellte er im Salon alttestamentliche Motive und Landschaften, Bacchanalien, eine Reihe mythologischer Szenen, Nymphendarstellungen und Szenen aus dem Télémaque (Werk von François Fénelon 1699) aus, die alle nicht mehr erhalten, oder nicht genau zu identifizieren  sind.
- Skizze zu einem Bild in der Galerie des Schlosses zu Chanteloup, kam in das Museum von Orleans
- Interieur, kam in das Museum von Toulouse
- Martyrium der hl. Justina (Federzeichnung), kam in den Louvre

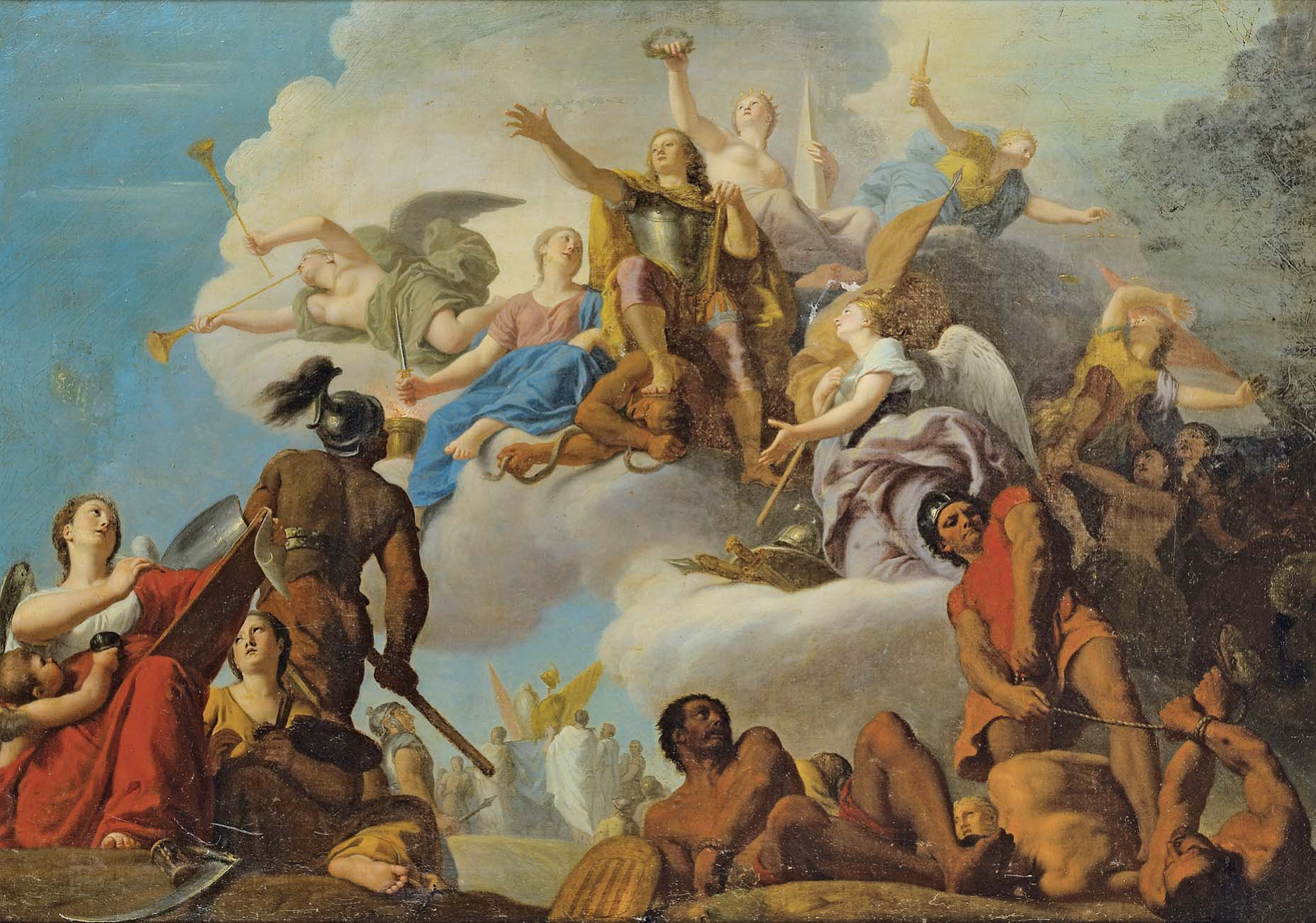
Schlacht von Almança, (1714) – Dekoration Schloss Chanteloup (Tours, Musée des Beaux-arts)
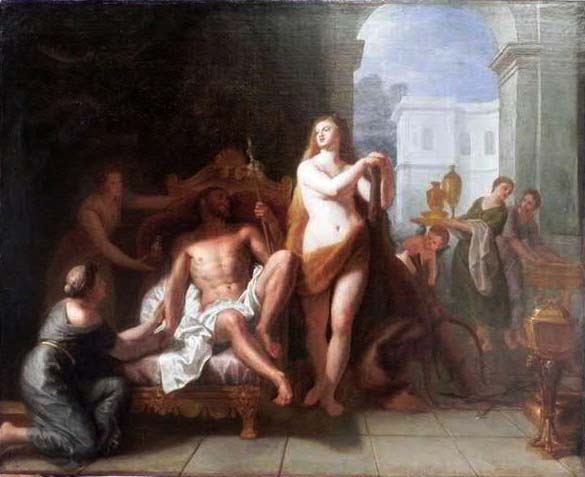
Hercules und Omphale
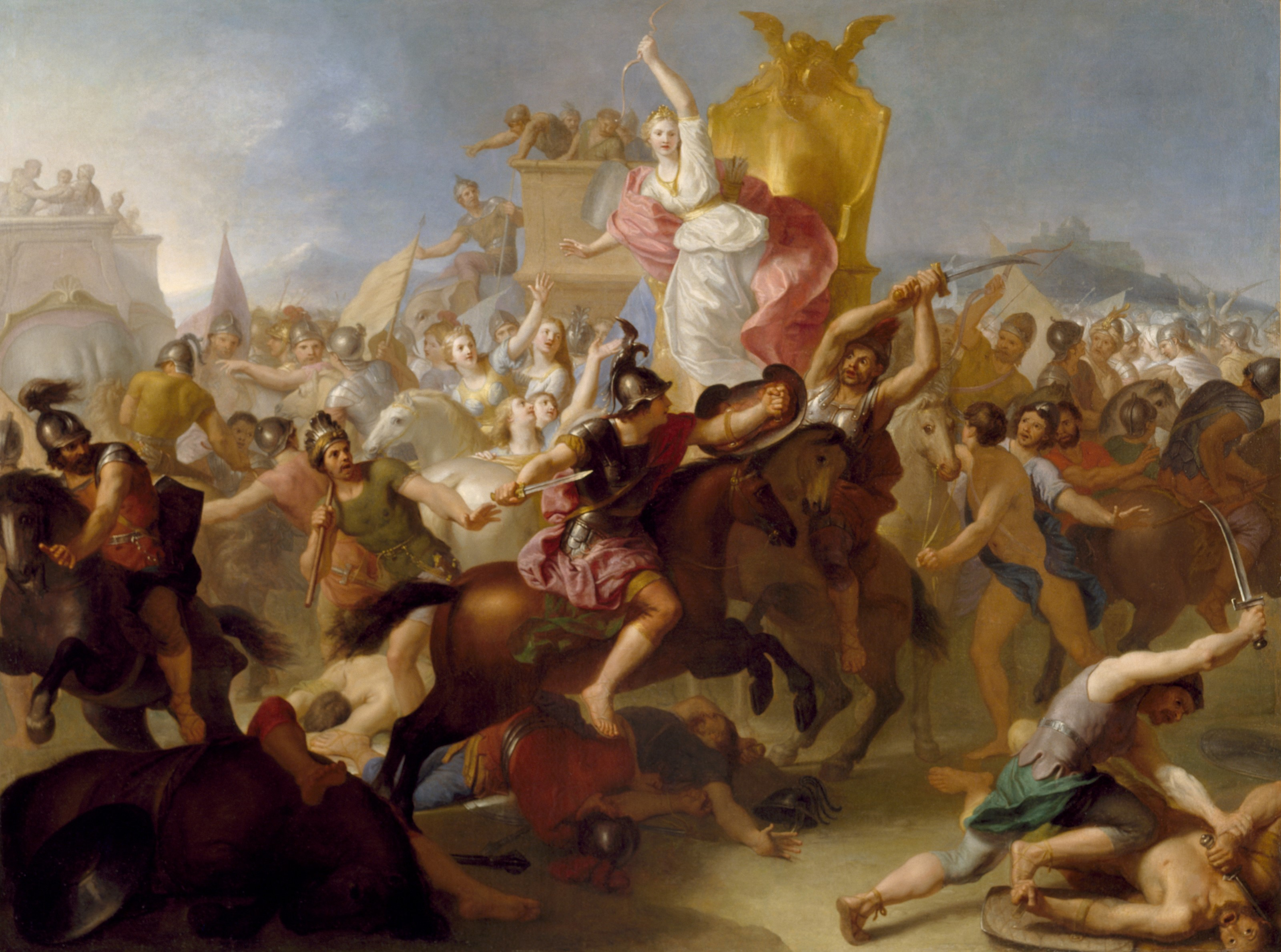
Armidas Kampf gegen die Christen